# رز دابل دیلایت
رز دابل دیلایت (به انگلیسی: Rosa Double Delight) یکی از رقم‌های رز است که در سال ۱۹۷۷ معرفی شده است. طول بوتهٔ آن بین ۹۰ سانتیمتر تا ۱٫۵ متر و عرض بوته به یک متر می‌رسد. هر گل در حدود ۳۰ گلبرگ دارد. چندین بار در سال گل می‌دهد و دارای گل‌های سفید به شدت معطر با لبه‌های قرمز تیره است.